# Iglesia Nuestra Señora de los Ángeles (Calabozo)
La Iglesia Nuestra Señora de los Ángeles de la ciudad de Calabozo, Venezuela, se ubica al frente de la Plaza Madera, en Misión Arriba. Fue construida en el siglo XVIII. El 28 de enero de 1718, los misioneros Fray Salvador de Cádiz y Fray Bartolomé de San Miguel llegaron a Caracas desde Andalucía, España. Su objetivo era recolectar indígenas para ofrecerles una vida mejor a través de la evangelización. A pesar de los esfuerzos, muchos indígenas no se adaptaron a la vida sedentaria, resultando en tensiones y fugas. 
Aunque la tierra ofrecía recursos para sobrevivir, como ganado, caza y pesca, la región se consideraba una misión tanto para indígenas como para habitantes de cualquier origen. En abril, los frailes fundaron la Misión de Arriba, con el padre Bartolomé de San Miguel a cargo. Construyeron chozas para los indígenas y una iglesia provisional, que luego se convirtió en la parroquia Nuestra Señora de los Ángeles. El 13 de abril de 1723 se realizó el primer bautizo en la iglesia.
La iglesia, de estilo colonial, tiene una sola nave y fachada principal de tres cuerpos. La construcción ha experimentado transformaciones, pero ha mantenido su estructura colonial. Aunque Adolfo Rodríguez sugirió en 1813 que la iglesia estaba en construcción, esto fue un error, ya que la iglesia es más antigua de lo que se pensaba.